# Zé Nabo
Zé Nabo (José Eduardo Paiva Rodrigues) é um dos mais conceituados e populares baixistas portugueses, que trabalhou juntamente com artistas como Rui Veloso, Salada de Frutas, José Cid ou Ala dos Namorados. Zé Nabo é facilmente distinguido em palco devido à sua cabeleira farta e ao seu enorme bigode.

## Carreira
Surgiu no panorama musical português nos anos sessenta, tendo como principal influência John Paul Jones, tornando-se rapidamente num dos mais inspiradores baixistas em Portugal. Como Eddy Fróis fez parte, em 1967, dos Ekos. Esteve também nos Guitarras de Fogo e Showmen.
Foi membro integrante dos Objectivo com quem grava em 1969 um EP com algumas composições da sua autoria . Mais tarde fez parte da Cid, Scarpa, Carrapa e Nabo com José Cid. Colabora bastante com José Cid incluindo no disco "10.000 Anos depois entre Vénus e Marte".
José Cid dá uma entrevista em 1979 à revista Música & Som, republicada mais tarde no livro "A Arte Eléctrica de Ser Português - 25 anos de rock’n Portugal" , onde revela a intenção de Zé Nabo se lançar num disco a solo.
Com Ramon Galarza fez parte, a partir de 1980, da primeira formação da Banda Sonora de Rui Veloso com quem gravou o disco Ar de Rock. Entretanto também colaborou com a Banda do Casaco.
Saiu da Banda Sonora, e ainda durante a Festa o Avante de 1981, entrou para os Salada de Frutas com quem gravou o álbum Se Cá Nevasse onde também desempenhou as funções de cantor.
Produz alguns discos para a editora Dansa do Som incluindo o disco dos Rongwrong e a compilação dedicada ao 5º concurso do RRV . Participa também no disco "Bairro do Amor" de Jorge Palma.
Zé Nabo, com Os Optimistas, grava para a banda sonora da série Claxon de 1991. Colabora também no disco de estreia de Rita Guerra onde foi compositor de algumas das canções.
Em 1997 participa na compilação "Três Estórias à Lareira".
Escreveu as canções da série "Débora" protagonizada pela sua esposa, a actriz/humorista Ana Bola. Faz parte da Ala dos Namorados, conjuntamente com José Moz Carrapa, e volta a acompanhar Rui Veloso aquando dos concertos acústicos.
Acompanha Anabela Duarte, conjuntamente com Mário Delgado e Alexandre Frazão, numa versão de "Baby" dos Mutantes.
Em 2006 juntou-se a Paulo Ramos, Mário Delgado, Manuel Paulo e Alexandre Frazão para formar o projecto Led On (The Led Zeppelin Attitude Band) de homenagem aos Led Zeppelin. O grupo actuou na Festa do Avante.
Continua a ser um dos baixistas mais conceituados em Portugal.